# Jean Adriën Houtkoper
Jean Adriën Houtkoper (Ochten, 6 oktober 1915 – 8 december 1985) was een Nederlands burgemeester.
Houtkoper werd geboren als zoon van Hermanus Houtkoper (1876-1942) die destijds burgemeester van Echteld was waartoe ook Ochten behoorde. In 1937 begon hij zijn carrière als volontair bij de gemeentesecretarie van Zoelen. In 1939 werd hij gemobiliseerd en als sergeant ingezet bij een transportcommando in Bodegraven en Oegstgeest. Na de Nederlandse capitulatie in mei 1940 ging hij werken bij de Distributiedienst Tiel in Echteld. Later bracht hij het tot hoofd van de Distributiedienst Kring Wageningen. Hij was ook betrokken bij het verzet, zat als gijzelaar in Haaren en Sint-Michielsgestel en werd later opgesloten in de koepelgevangenis in Arnhem. Zijn vader werd tijdens de bezetting ontslagen als burgemeester en is een half jaar later overleden. In mei 1945 werd J.A. Houtkoper benoemd tot waarnemend burgemeester van de gemeente Echteld, een gemeente die zowel in 1940 als 1945 zwaar te lijden had gehad onder oorlogshandelingen. Hij was actief betrokken bij de wederopbouw en werd in december 1946 alsnog burgemeester van Echteld. Vanaf januari 1978 was hij enkele maanden met ziekteverlof; in die periode heeft Willem van Veeren, oud-burgemeester van Kerkwijk, hem tijdelijk vervangen. Na zijn ziekte heeft hij zijn burgemeesterschap hervat tot zijn pensionering in 1980. Houtkoper overleed eind 1985 op 70-jarige leeftijd.